# Adolphe Teikeu
Adolphe Teikeu Kampang (* 23. Juni 1990 in Bandjoun) ist ein kamerunischer Fußballspieler.

## Karriere

### Verein
Teikeu, der neben seiner angestammten Rolle als Innenverteidiger in der Defensive vielseitig einsetzbar ist, lebte im Jugendalter in der kamerunischen Hauptstadt Yaoundé und war dort bei Arsenal Yaoundé aktiv. Zur Rückrunde der Saison 2008/09 folgte der Wechsel zum ukrainischen Verein Metalurh Saporischschja. 2013 wurde er an FK Krasnodar ausgeliehen, dann spielte er von 2014 bis 2015 bei Tschornomorez Odessa und danach war er für ein Jahr für Terek Grosny aktiv. Nach der Leihe ging er nach Frankreich zum FC Sochaux. Dort verblieb er drei Jahre, bevor er sich dem saudi-arabischen Ohod Club anschloss. Nach einem Jahr kehrte er zum FC Sochaux zurück. Auf ein weiteres Jahr in Sochaux folgte ein Jahr beim türkischen BB Erzurumspor. Nach einer Vereinslosigkeit zwischen Juli und November 2021, wurde der Kameruner von SM Caen unter Vertrag genommen.

### Nationalmannschaft
Für die U-20-Nationalmannschaft bestritt er bei der U-20-Fußball-Weltmeisterschaft 2009 drei Spiele. Der erste Einsatz in der A-Nationalmannschaft folgte im März 2016 im Qualifikationsspiel zur Fußball-Afrikameisterschaft 2017 gegen die südafrikanische Fußballnationalmannschaft. Bei der Fußball-Afrikameisterschaft 2017 gewann er mit Kamerun den Titel. Zudem nimmt er am FIFA-Konföderationen-Pokal 2017 in Russland teil.

## Erfolge

### Nationalmannschaft
- Afrikameister: 2017